# Willie O'Ree
Willie Eldon O'Ree, OC, ONB (narozen 15. října 1935 ve Frederictonu v kanadské provincii Nový Brunšvik) je už nehrající profesionální hokejista, známý jako první hráč černé pleti v NHL. O'Ree hrál na křídle za Boston Bruins. Často a chybně je označován jako první Afroameričan v NHL, je to ale Kanaďan. Také se mu říká hokejový Jackie Robinson, což byl baseballista, který zlomil rasovou bariéru v baseballu, O'Ree tak učinil v hokeji. O'Ree má poruchu zraku.

## Hráčská kariéra
Uprostřed jeho druhé sezony za Quebec Aces v nižší lize, ho Boston Bruins povolali do prvního týmu jako náhradu za zraněného hráče. O'Ree byl na 95% slepý v pravém oku, protože ho tam trefil puk o dva roky dříve. Podle pravidel by s tímto postižením nemohl v NHL hrát, ale podařilo se mu to udržet v tajnosti. Tak 18. ledna 1958 naskočil do svého prvního zápasu v NHL proti týmu Montreal Canadiens. V té sezoně odehrál pouze dva zápasy, do kádru Bruins se vrátil v roce 1961, kdy ve 43 zápasech nasbíral 4 góly a 10 asistencí.
O'Ree řekl, že rasismus byl horší v USA než v Torontu a Montrealu, což byla jediná kanadská města v NHL. Prý mu to ale nevadilo, protože chtěl hrát hokej a věděl, že to není jeho problém.
V nižších ligách O'Ree zářil, vyhrál dvakrát tabulku střelců Western Hockey League mezi lety 1961 a 1974. Nejvíce hrál v týmech Los Angeles Blades a San Diego Gulls. V San Diegu dokonce vyřadili jeho číslo, které nyní visí pod stropem arény San Diego Sports Arena. O'Ree hrál v nižších ligách až do 43 let.

## Vliv
Po O'Reem nehrál v NHL žádný černoch až do roku 1974, kdy Washington Capitals draftovali Mike Marsona. V tomto desetiletí hrálo v NHL už 17 hráčů černé pleti, nejznámější z nich jsou Jarome Iginla, nyní hrající za Calgary Flames a Mike Grier, který nyní hraje za Buffalo Sabres. Prvním hráčem černé pleti který podepsal kontrakt s týmem NHL byl Art Donnington. Ten podepsal v roce 1950 s New York Rangers, ale nedostal se přes nižší ligy. Hráči NHL nyní musí před každou sezonou absolvovat seminář o rozmanitosti hokeje a všechny rasistické útoky jsou trestány vícezápasovými tresty a pokutami.
O'Ree byl jmenován členem Síně slávy novobrunšvického sportu v roce 1984. V roce 1998 O'Ree pracoval v San Diegu když ho NHL požádala o převzetí místa pro výchovu mladých hráčů. Nyní O'Ree žije v Berkeley v Kalifornii.
19. ledna 2008, při příležitosti výročí padesáti let od jeho prvního zápasu, náměstek komisaře NHL Bill Daly a klub Boston Bruins ocenili O'Reea v bostonské TD Garden a Muzeum sportu v Nové Anglii, které se v této aréně nachází vystavilo speciální výstavu o jeho kariéře s mnoha cennými, osobními exponáty z O'Reeovy osobní sbírky. O dva dny dříve ho jeho rodné město, Fredericton ocenilo pojmenováním městského sportovního komplexu po něm. 27. ledna 2008 ho ocenila také NHL na Utkání hvězd v Atlantě. 5. února téhož roku o něm americká sportovní televize ESPN natočila speciál k výročí. 29. října 2008 mu San Diego University udělila Ocenění za výjimečnou oddanost v oblasti kulturní rozmanitosti a mezikulturních vztahů. 30. prosince získal Řád Kanady, nejvyšší možné ocenění pro kanadského občana, za sportovní zásluhy.

## Trofeje a ocenění
Druhý tým hvězd WHL v roce 1969.

Lester Patrick Award v roce 2000.

Order of New Brunswick v roce 2005.

Pojmenování Willie O'Ree Place, arény ve Frederictonu v roce 2008.

Order of Canada v roce 2008.

V roce 2018 uveden do Hokejové síně slávy v Torontu.

Vyvěšení dresu v TD Garden v Bostonu v roce 2022.